# Mecânica dos sólidos
Mecânica dos sólidos é o ramo da Mecânica do contínuo que estuda comportamento deformável dos sólidos. Neste contexto a matéria é constituída por um meio contínuo de posições bem definidas, de modo que deformações, translações e rotações possam ser bem descritas e dissociadas para análise. A mecânica dos sólidos utiliza tensores para descrever tensões, deformações e as relações entre estas quantidades.
A partir da mecânica dos sólidos é possível prever o comportamento do sólido sob a ação de forças de contato, gradientes de temperatura, campos gravitacionais, campos eletromagnéticos entre outros agentes internos e externos. Dessa forma ela se mostra uma ferramenta fundamental para engenheiros, na concepção de máquinas, edificações e outros produtos; para a geologia e para muitos ramos da física, tal como ciência dos materiais. Há ainda aplicações específicas em muitas outras áreas, como para entender a anatomia de seres vivos, e o projeto de próteses dentárias e implantes cirúrgicos.
| Mecânica do contínuo Estudo da física de materiais contínuos | Mecânica dos sólidos Estudo da física de materiais contínuos com uma forma de repouso definida.             | Elasticidade Descreve materiais que retornam à sua forma de repouso depois que as tensões aplicadas são removidas.      | Elasticidade Descreve materiais que retornam à sua forma de repouso depois que as tensões aplicadas são removidas. |
| Mecânica do contínuo Estudo da física de materiais contínuos | Mecânica dos sólidos Estudo da física de materiais contínuos com uma forma de repouso definida.             | Plasticidade Descreve materiais que se deformam permanentemente após uma tensão aplicada superar um determinado limite. | Reologia Estudo de materiais com características de sólido e fluido.                                               |
| Mecânica do contínuo Estudo da física de materiais contínuos | Mecânica dos fluidos Estudo da física de materiais contínuos que se deformam quando submetidos a uma força. | Fluidos não newtonianos não apresentam taxas de deformação proporcionais às tensões cisalhantes aplicadas.              | Reologia Estudo de materiais com características de sólido e fluido.                                               |
| Mecânica do contínuo Estudo da física de materiais contínuos | Mecânica dos fluidos Estudo da física de materiais contínuos que se deformam quando submetidos a uma força. | Fluidos newtonianos apresentam taxas de deformação proporcionais às tensões cisalhantes aplicadas.                      | |

## Deformação
Deformação de um corpo é qualquer mudança na configuração geométrica do corpo que leve a uma variação de suas formas ou dimensões. Diversos fatores podem influenciar, tais como geometria, propriedade dos materiais e forças externas, permitindo classificá-las de acordo com sua natureza. Existem três classificações principais, uma quanto magnitude (pequenas ou grandes deformações), outra quanto a sua natureza multidirecional (isotropia ou anisotropia) e outra ainda quanto a seu comportamento elástico ou plástico.
A análise de pequenas deformações é passível de modelos relativamente simples que envolvem cálculo e álgebra. Contudo, a análise de grandes deformações exige métodos mais sofisticados através de análise numérica. Ainda, para muitos materiais (principalmente metais), há uma proporcionalidade entre tensão e deformação, um comportamento previsto pela Lei de Hooke.

## Tensão
Tensão é a grandeza tensorial física que representa os esforços internos dentro de um corpo.

## Análise de equilíbrio
De acordo com os enunciados da física newtoniana, um corpo, após sofrer a ação de um carregamento t e uma deformação ε, deverá estar em um novo estado de equilíbrio de forças de acordo com a equação:
{\displaystyle \sigma =\sigma _{xx}}

## Análise de esforços
Para uma dada força de corpo t aplicada a face de área A e vetor normal n de um corpo, haverá um esforço interno σ para equilibrar este corpo.
{\displaystyle t=\sigma \cdot n}
Este tensor tensão guarda toda a informação de tensões do corpo e pode ser utilizado para análise de falha deste corpo sobre qualquer carregamento conhecido.